# Gaspar de Crayer
Gaspar de Crayer (Antwerpen, 18 november 1584 – Gent, 27 januari 1669) was een Vlaamse barokschilder. Hij staat bekend om zijn vele contrareformatorische altaarstukken en portretten. Hij was hofschilder van de gouverneurs van de Zuidelijke Nederlanden en werkte in de belangrijkste steden van de Zuidelijke Nederlanden, waar hij de stijl van Rubens hielp verspreiden.

## Biografie
Gaspar de Crayer werd geboren in Antwerpen als zoon van Gaspard de Crayer de Oude, een decoratieschilder, illuminator en kunsthandelaar Zijn moeder Christina van Abshoven of Apshoven stamde uit een schildersfamilie die destijds enige faam genoot, maar waarvan het werk nu nauwelijks bekend is. Liever dan in Antwerpen te blijven, zocht hij zijn heil in de hoofdstad Brussel. Hij zou hebben gestudeerd bij Raphael Coxie, een zoon van de beroemde Mechelse schilder Michiel Coxie.  Coxie was de hofschilder van de gouverneurs van de Spaanse Nederlanden Albert VII, aartshertog van Oostenrijk en Isabella Clara Eugenia.

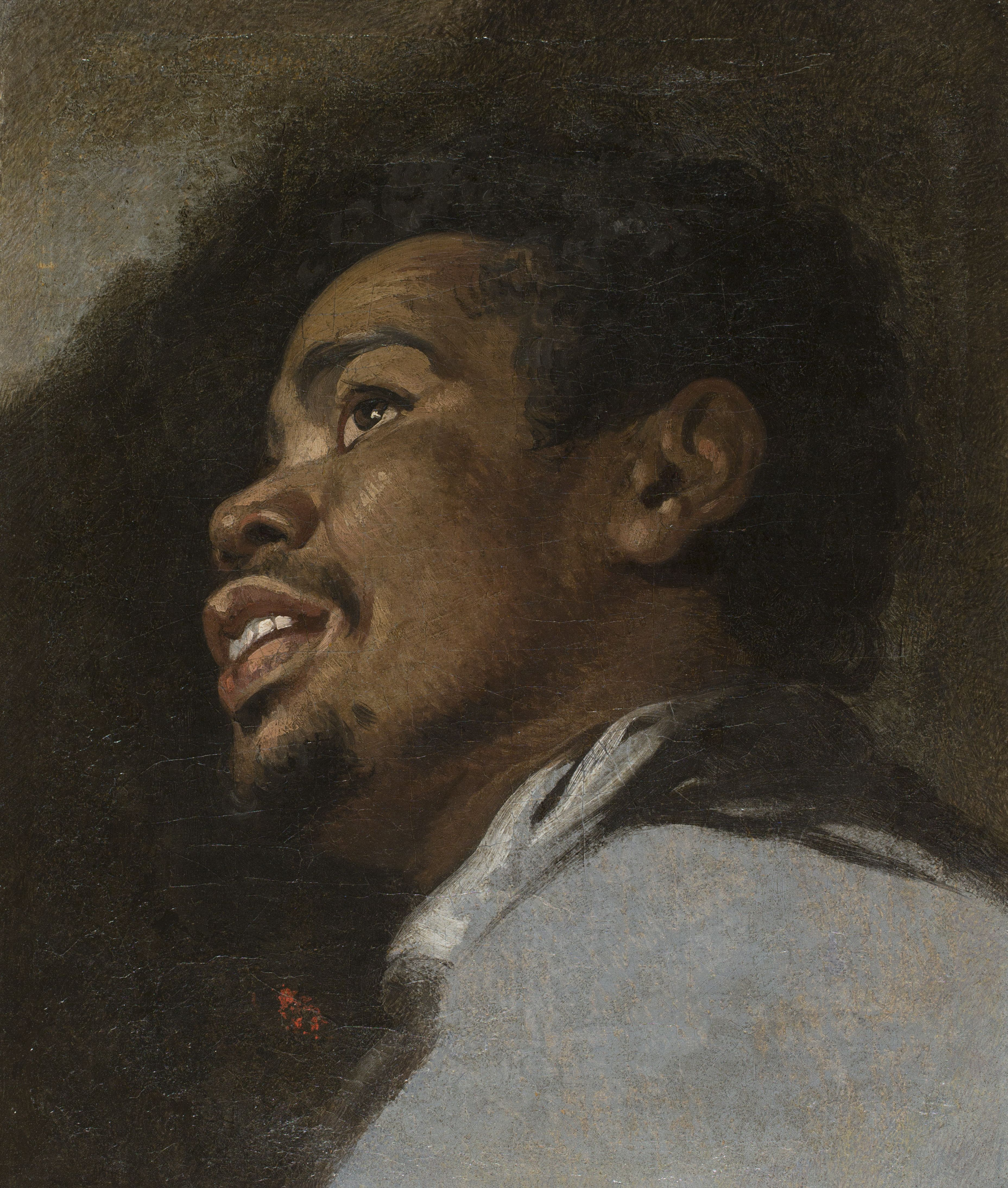
Hoofd van een jonge moor

In de evolutie van De Crayers werk zijn een aantal stilistische fasen te onderscheiden, maar hij stond al vroeg onder invloed van Peter Paul Rubens. De Crayer was als navolger mee verantwoordelijk voor de verspreiding van Rubens' stijl in de Zuidelijke Nederlanden. 
Na de dood van Rubens in 1640 behoorde de Crayer zelf tot de belangrijkste en meest toonaangevende kunstenaars van de Zuidelijke Nederlanden. Hij kreeg veel opdrachten en hield er een groot atelier op na. Net als Rubens stond hij zelf in voor het ontwerp van zijn schilderijen terwijl hij bij de definitieve uitwerking door leerlingen en medewerkers werd bijgestaan. Daardoor zijn nogal wat voorbereidende tekeningen en schetsen van hem bekend. Naar het voorbeeld van Rubens werkte De Crayer ook veel met olieschetsen. 
Het grootste deel van zijn leven woonde en werkte de Crayer in Brussel. Hier was hij verbonden aan het landvoogdelijke hof. In 1635 werd hij hofschilder van de landvoogd van de Spaanse Nederlanden kardinaal-infant Ferdinand wiens portret hij ook schilderde. Later stond hij ook in dienst van diens opvolger, aartshertog Leopold Willem van Oostenrijk die een belangrijk kunstliefhebber was. Op hoge leeftijd verhuisde De Crayer nog naar Gent (1664), waar hij met een groot atelier actief bleef en tot aan zijn dood nog grote opdrachten uitvoerde.

## Stijl

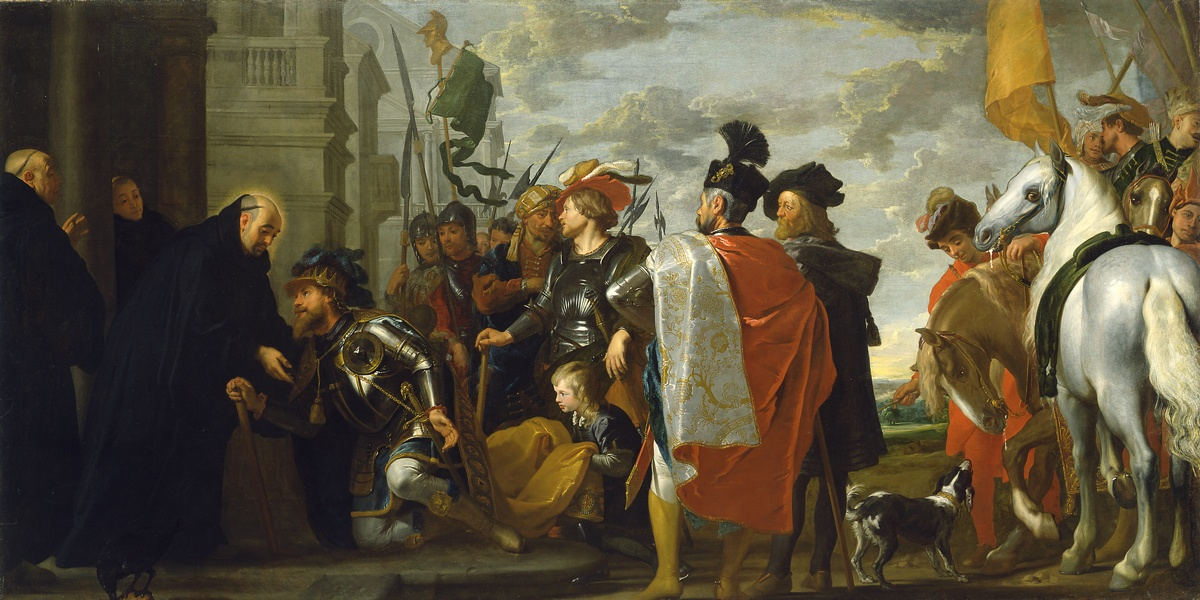
Sint Benedictus ontvangt Totila, koning van de Ostrogoten

Gaspar de Crayer werkte onder meer mee aan de decoraties van de Blijde Intrede van de kardinaal-infant te Gent. Een olieverfschets van de "Triomf van Scipio Africanus" (Londen, Courtauld Gallery in het Courtauld Institute of Art) die was bedoeld als ontwerp voor deze feestdecoraties laat zeer duidelijk de invloed van Rubens zien. De exuberante en bewogen compositie verkrijgt net als bij Rubens een goede overzichtelijkheid door de sterke onderliggende structuur van de compositie. Als historieschilder kreeg De Crayer ook erkenning vanuit het buitenland. Hij werd door architect Jacob van Campen gevraagd om mee te werken aan de decoratie van Huis ten Bosch in Den Haag en hij voerde ook opdrachten uit Spanje uit. De Crayer werkte ook geregeld in opdracht van enkele Duitse vorsten.
In Vlaanderen zelf werd hij vooral gevraagd voor het vervaardigen van monumentale contrareformatorische altaarstukken. Het bekendste voorbeeld is wellicht de "Rozenkransmadonna", vandaag in de Koninklijke Musea voor Schone Kunsten van België in Brussel. Een belangrijk opdrachtgever was de Mechels aartsbisschop Jacob Boonen waarvoor hij verschillende altaarstukken schilderde. De Crayer werkt ook veel voor de grote abdijen van de Zuidelijke Nederlanden waaronder de abdij van Affligem, de abdij van Averbode, de abdij van Villers, de abdij van Zwijveke en andere.

## Verspreiding
Vele werken van De Crayer worden nog in Vlaamse kerken en abdijen bewaard, onder meer in de Begijnhofkerk van Mechelen, de Sint-Laurentiuskerk in Sint-Laureins, de Sint-Martinuskerk in Gent, de Onze-Lieve-Vrouw-Hemelvaartkerk in Watervliet, de Sint-Martinuskerk in Aalst, de Sint-Quintinuskerk in Lennik en de Onze-Lieve-Vrouwekerk in Deinze. Een groot werk genaamd "Onze-Lieve-Vrouw verschijnt aan Dominicus" (1655) bevindt zich in de Sint-Pauluskerk in Antwerpen. 
Gaspar de Crayer is vertegenwoordigd in grote binnen- en buitenlandse musea, zoals het Museum van Schone Kunsten in Gent, Koninklijk Museum voor Schone Kunsten in Antwerpen, de Koninklijke Musea voor Schone Kunsten van België in Brussel, het Bonnefantenmuseum in Maastricht, het Kunsthistorisches Museum in Wenen, het Musée du Louvre in Parijs en het Museo del Prado in Madrid.

Geselecteerde werken
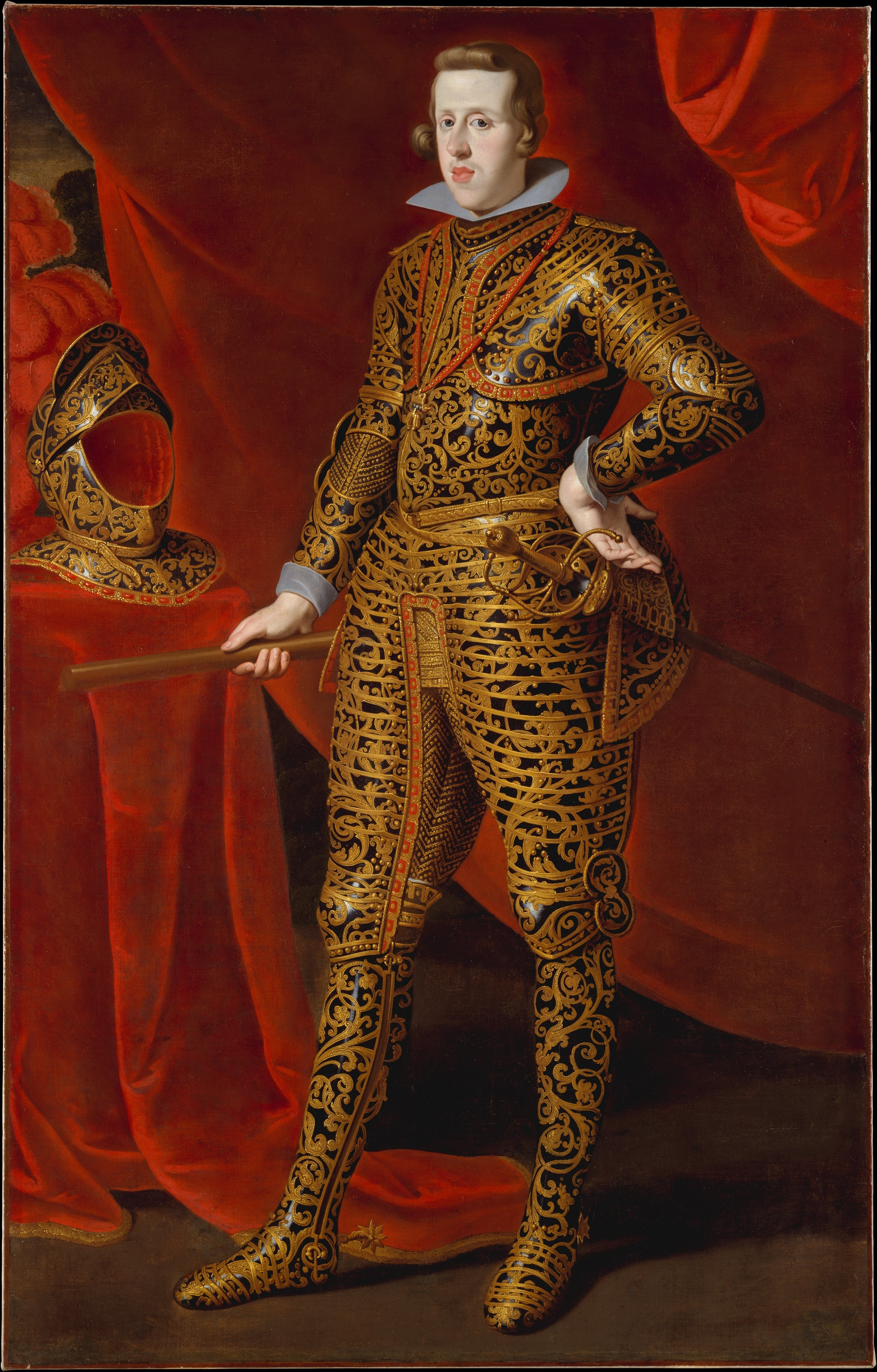
Portret van Filips IV van Spanje (1605-1665)
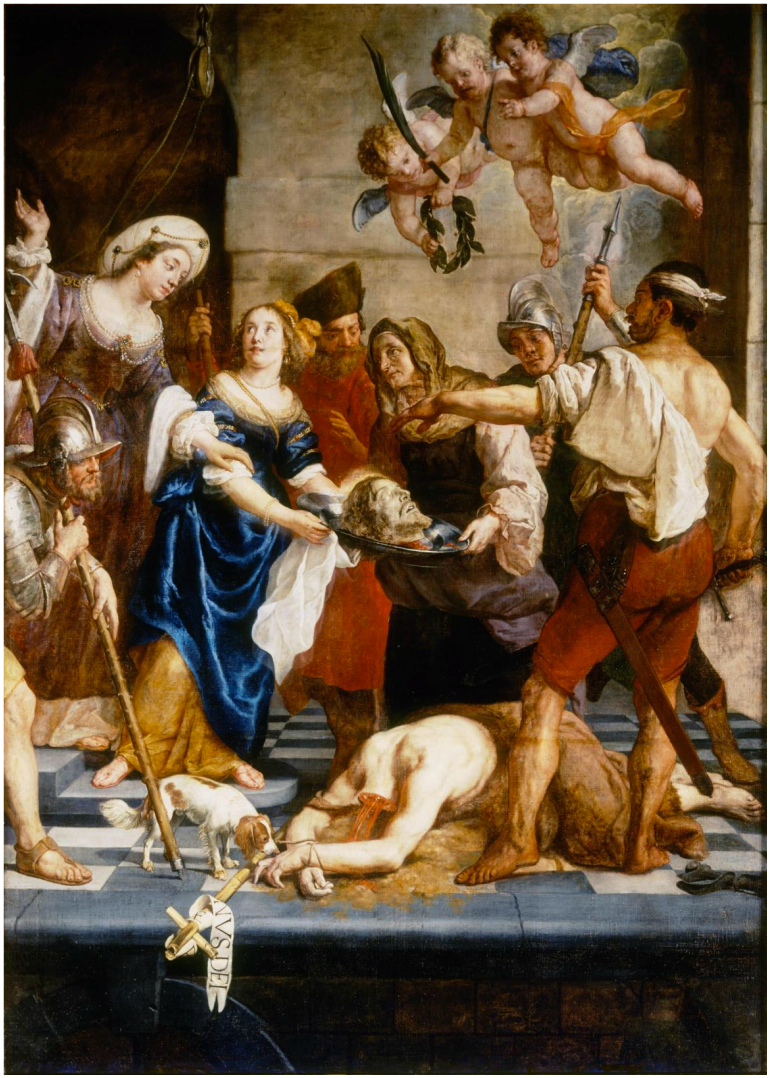
De onthoofding van Johannes de Doper
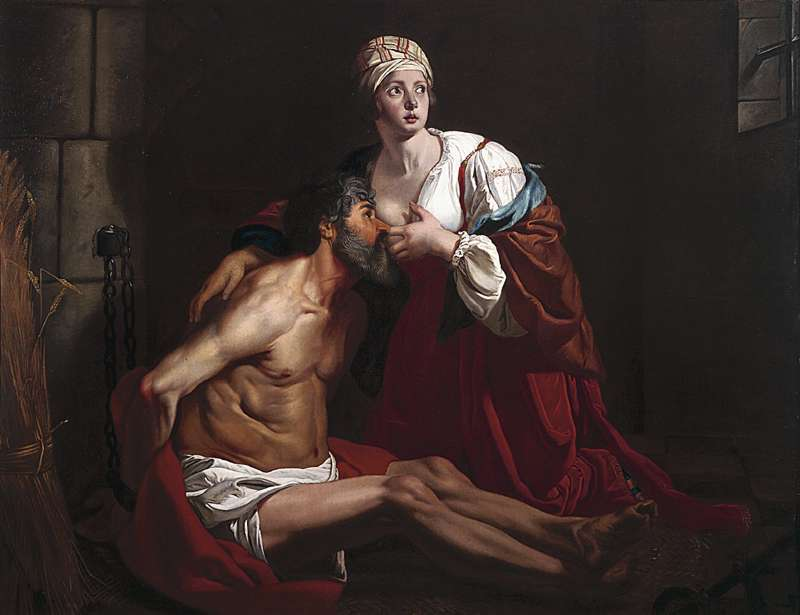
Caritas Romana
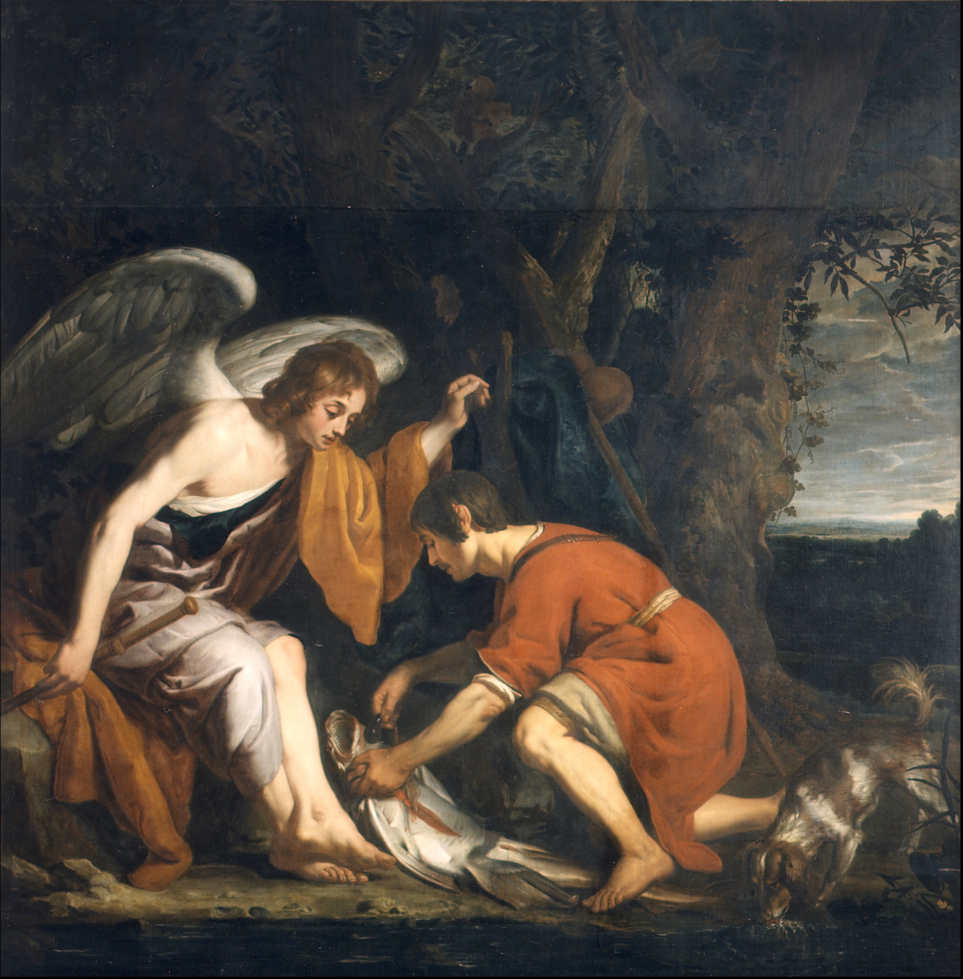
Tobias en de engel